# (9212) Kanamaru
(9212) Kanamaru  es un asteroide perteneciente al cinturón de asteroides, descubierto el 20 de octubre de 1995 por Takao Kobayashi desde el Observatorio de Ōizumi, en Japón.

## Designación y nombre
Kanamaru se designó inicialmente como 1996 WZ.
Más adelante fue nombrado por  Naomiki Kanamaru (n. 1970) quien es un astrónomo aficionado. Después de adquirir el estatus de arquitecto registrado de primera clase en 1997, ha centrado su atención en la arquitectura de observatorios astronómicos públicos, así como en observatorios astronómicos afiliados a universidades. Su interés actual son los eclipses solares.

## Características orbitales
Kanamaru orbita a una distancia media del Sol de 2,324 ua, pudiendo acercarse hasta 2,098 ua y alejarse hasta 2,550 ua. Tiene una excentricidad de 0,097 y una inclinación orbital de 5,722° grados. Emplea en completar una órbita alrededor del Sol 1294,30 días.
Pertenece a la familia de asteroides de (4) Vesta.

## Características físicas
Su magnitud absoluta es 14,44. 